# サイゼで喜ぶ彼女
サイゼで喜ぶ彼女（サイゼでよろこぶかのじょ）は、2022年2月8日に男性イラストレーター・クレハがTwitterに投稿したイラスト。
本イラストは、女性がファミリーレストランのサイゼリヤで「ミラノ風ドリア」と「エスカルゴのオーブン焼き」を食べて嬉しそうに笑っている姿を第三者視点で描いた構図となっている。

## 概要

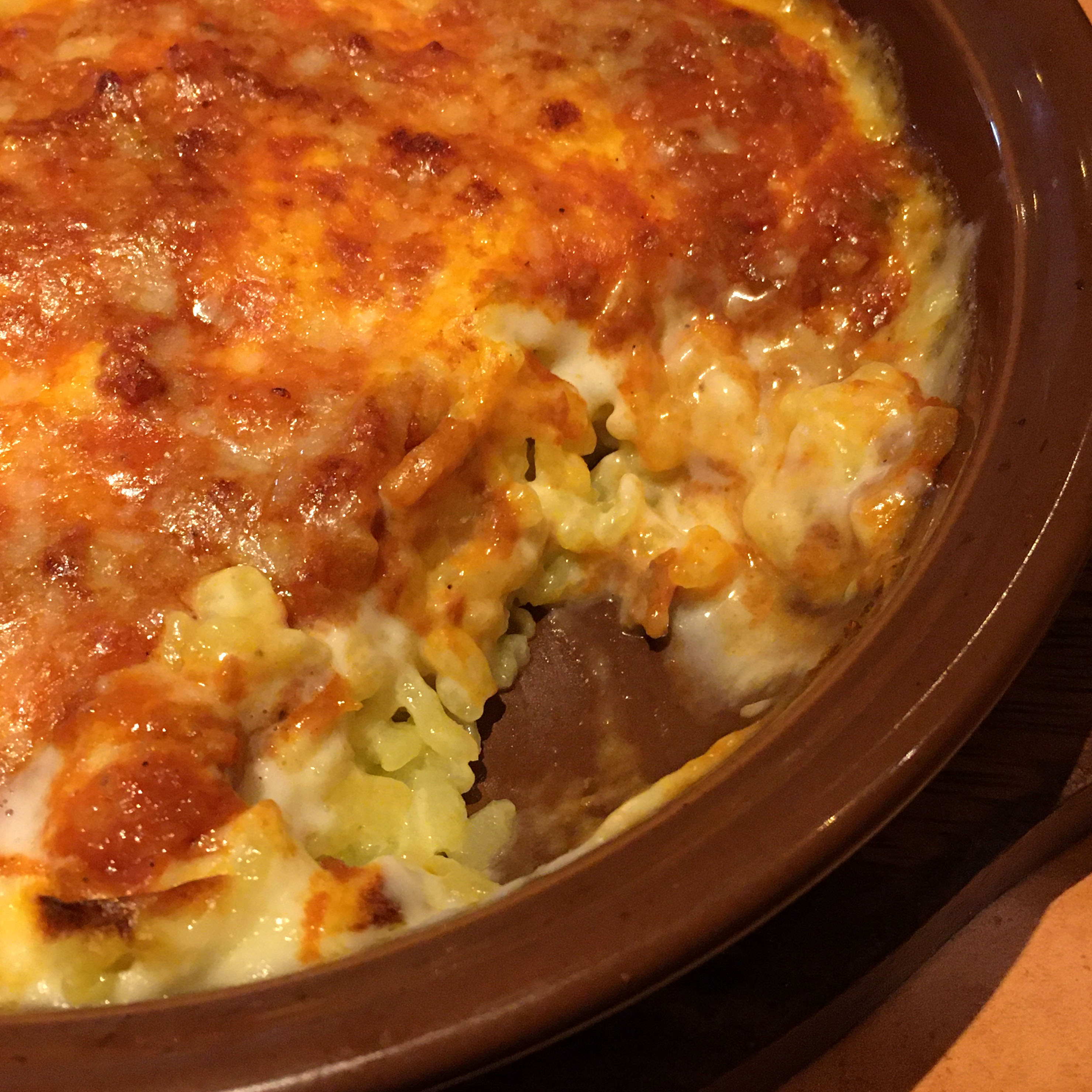
サイゼリヤで提供されるミラノ風ドリア

イラストが投稿される以前から、「初デートにサイゼリヤはアリかナシか？」「サイゼリヤでのデートはアリか」などの論争が主にSNS上で数年にわたって再燃を繰り返しながら行われてきた。
クレハとは別の人物による「初デートをサイゼにした時の反応で金目狙いの女を排除できる」とするツイートも過去に論争となっている。また、さらに別の人物によって2022年1月中旬に投稿された「初デートに彼女をサイゼリヤに連れていくことなり、彼女が最高に喜んだシーン」の漫画も論争となった。2022年2月もそうした議論が行われる中、本イラストが投稿された。
イラストに否定的な層からは、「『サイゼを喜ばない女は不合格』と言われている気持ちになる」「デートで行く店によって『女性の価値がはかられる』というのは時代遅れ」などの指摘があった。イラストに好意的な層からは、「女性蔑視の意図はない」などの擁護があった。イラストの投稿はSNS上で改めて「サイゼデート」の是非などについて議論になった。
ネットでは「#サイゼで喜ぶ彼女」のハッシュタグが生まれ、Twitterトレンド入りもしている。2月16日時点で、元となったクレハのツイートは、2.8万件のリツイート、6751件の引用ツイート、14.2万件のいいねを獲得し、2月19日時点では3.6万リツイートと13.5万いいねがつけられた。また、上原亜衣・なな茶・花井美理・yamiなどのグラビアアイドルがイラストと同じ構図で撮影した、「実写版」の写真が出回った。

## 見解
サイゼリヤ会長である正垣泰彦は、サイゼリヤは「イタリアの家庭料理」を提供しているとして、「『いつものご飯』という感じで食べに来てもらうことを想定していて、『特別な日（初デート）』というのであればちょっと違うかもしれません」と述べている。
サイゼリヤ元社長である堀埜一成は、サイゼリヤが目指している姿としては普段使いのレストランであり、「特別な日のレストランにサイゼリヤを選ぶことはありえない」と感じる人がいるということは、同社は「褻」のレストランだと思われているということであり、寧ろありがたいことだと思っていると述べている。
『週刊女性PRIME』は、匿名のITジャーナリストの意見として「『女性であること』や『女性としての価値』を何らかの値段に置き換える行為・描写に対して向けられた意見は、基本的には尊重されるべき」としつつ「趣味嗜好は誰かに直接的な迷惑をかけていない限り、基本的には尊重されるべき」と述べている。
明治大学准教授の飯田泰之は、RKBラジオ『櫻井浩二 インサイト』において、「サイゼで喜ぶ彼女」を巡る論争に触れながら、「サイゼデート論争から日本の外食産業の発展が見える」として意見を述べた。
作家の山本一郎は、文春オンラインの記事において、「サイゼで喜ぶ彼女」に触れながら、恋愛において大事なのは相性が良いことであって、一緒に食事する場所がサイゼリヤであっても良いとする意見を述べた。